# Richard Cory
Richard Cory is een nummer dat geschreven is door Paul Simon in 1965. Het nummer borduurt door op het gedicht Richard Cory, dat in 1897 werd geschreven door Edwin Arlington Robinson.
Paul Simon nam het nummer samen met Art Garfunkel op voor het tweede studio-album van Simon & Garfunkel, Sounds of silence, dat in januari 1966 werd uitgebracht door Columbia Records. Op de Amerikaanse versie is Richard Cory het eerste nummer op kant 2, op de Britse versie het tweede, na Homeward Bound.

## Inhoud
De ik-figuur in het liedje is een arbeider in de fabriek van Richard Cory. Hij kijkt met bewondering naar zijn hoogste chef, die alles heeft wat hij niet heeft: succes, rijkdom, publiciteit, populariteit, charme. Hij is maar een arme arbeider en zijn grootste wens is Richard Cory te zijn. Tot zijn grote verwondering leest hij op een dag in het avondblad: ‘Richard Cory kwam vannacht thuis en schoot een kogel door zijn hoofd.’ Maar nog steeds is hij een arme arbeider in de fabriek van Richard Cory – en nog steeds is zijn grootste wens Richard Cory te zijn.

## Bezetting
De bezetting van het nummer was hetzelfde als op de hele lp:
- Paul Simon - zang, gitaar
- Art Garfunkel - zang
- Glen Campbell - gitaar
- Hal Blaine - drums

## Covers
Them bracht in mei 1966 een cover uit als single. De plaat was geen succes. Deze versie van Them blijft dicht bij het origineel. Op het verzamelalbum The story of Them featuring Van Morrison van 1997 staat ook een tweede versie met een andere instrumentatie, die een minuut langer duurt.
Cuby + Blizzards brachten in oktober 1966 Richard Cory uit als single, gekoppeld met You don't know. Het nummer staat ook op een paar albums. Het oudste is Blues from Holland uit 1968.
Ken Boothe nam het nummer op voor zijn album More of Ken Boothe uit 1968.
The Shepherds zetten het nummer op hun album Something new van 1970.
Wings speelden het nummer tijdens hun tournee Wings over the World van 1975. De solozanger was Denny Laine. Het nummer staat op Wings over America, de registratie van het Amerikaanse deel van de tournee.
Mark Seymour bracht het nummer live op 17 mei 1997 in het Continental Cafe in Melbourne. Van zijn optreden is een album gemaakt, Live at The Continental, dat gekoppeld met het studio-album King without a clue op de markt werd gebracht.